# 秋友克也
秋友 克也（あきとも かつや）は、フリーの英和翻訳家、プロモデラー。元カプコン社員のクリエーターで、カプコン在籍時のペンネームは「シェーキー秋友」。

## 概要
1991年、カプコンにグラフィックデザイナーとして入社。『パニッシャー』（1993年）の開発に中途参加したのがデビュー作である。手が震える持病があり、岡本吉起から「シェーキー」と命名される。この持病でグラフィッカーとして給料以上の働きはできないと感じ、アメコミ通で会ったため個人的に輸入し開発部内で販売したホライゾン社のソフビフィギュアのヴェノムがカプコン内の筋肉の描き方に影響を与えた。また、1993年のコミコンへの米国出張先で聞いた話から『ヴァンパイア』のゲーム企画の発案を行った。カプコンがマーベルの版権を取得時には、アメコミに詳しいことから社内で重宝され、『X-MEN』（1994年）などアメコミを原作とする作品に関してカプコン社内への助言およびマーベル本社との交渉を行ったり、キャラクターの理解を深めるための勉強会を開いていたが口頭説明では埒があかず未邦訳のアメコミ（ほとんどが私物）を社内向けの資料として翻訳をしていた。岡本曰く、「デザイナーからアメコミ伝道師に勝手にジョブチェンジした」とのこと。ただし、これは西谷亮、手塚武、あきまんに相談の上でのものだった。『ストリートファイター ザ・ムービー』（1995年）の制作時は北米の会社と共同してゲームを製作するカプコン社員の通訳として渡米。
カプコンが配布していた会報「カプコンシークレットファイル」でも「シェーキー秋友」を名乗ってアメコミの布教に努めた。当時は黒ジャケットに赤いネクタイという特徴的な服装をしており、『COMPLETE FILEストリートファイターII』（1992年）に付属の「原色パノラマ大図鑑 シャドルーひみつ基地」でもあきまんに「シャドルーのメンバー」としてネタにされた。
カプコン退社後はゲームリパブリックなどを経て、現在はフリーの翻訳家、モデラーとして活動中。マーベル作品を初めとして、アメコミの邦訳が多数ある。
『3日で模型が完成! 週末楽楽プラモ生活』（2019年）ではプラモデル早作りに役立つテクニックを提唱し、早作りイベントへの参加も見られる。

## 代表作

### ゲーム
いずれもカプコン作品。
- 『ストリートファイターII'』（1992年） - 背景グラフィック
- 『パニッシャー』（1993年） - グラフィック
- 『エイリアンVSプレデター』（1994年） - グラフィック
- 『エックス・メン チルドレン オブ ジ アトム 』（1994年） - グラフィック、英文[5]
- 『ヴァンパイア』（1994年） - 企画、キャラクターデザイン（キュービィの原案[5]）
- 『マーヴル・スーパーヒーローズ』 - グラフィック、英文[5]
- 『デビルメイクライ』シリーズ - シナリオ
- 『SPIDER-MAN』 - Treyarch開発、日本語版販売カプコン。日本語翻訳[9]。

### 著作
- 『リビングで塗れるプラモ 水溶きアクリル筆塗りテクニック』（新紀元社、2017年）[10]
- 『3日で模型が完成! 週末楽楽プラモ生活』（新紀元社、2019年）[11]

### 翻訳
- 『キングダム・カム 愛蔵版』（マーク・ウェイド/アレックス・ロス、小学館集英社プロダクション、2010年）

ほか、『バットマン』シリーズや『スパイダーマン』シリーズなど、マーベル作品を中心としてアメリカン・コミックスの翻訳が多数ある。